# فرانسيس سكوت فيتزجيرالد
فرانسيس سكوت فيتزجيرالد (بالإنجليزية: Frances Scott Fitzgerald)‏ هي صحفية أمريكية، ولدت في 26 أكتوبر 1921 في سانت بول في الولايات المتحدة، وتوفيت في 18 يونيو 1986 في مونتغومري في الولايات المتحدة.

## وصلات خارجية
- فرانسيس سكوت فيتزجيرالد على موقع IMDb (الإنجليزية)